# Platypolia confragosa
Platypolia confragosa är en fjärilsart som beskrevs av Morrison 1874. Platypolia confragosa ingår i släktet Platypolia och familjen nattflyn. Inga underarter finns listade i Catalogue of Life.